# Tiet
A tiet telítetlen heterociklusos vegyület, négytagú gyűrűjét három szén és egy kénatom alkotja. Az alapvegyület kevéssé ismert, inkább többgyűrűs származékai fordulnak elő, ezek közül többet szintetizáltak. A tietek általában nem igazán stabilak.

## Szerkezete
Az ismeretlen tioakrolein (CH2=CHCH=S) kötési izomerje. Síkszerkezetű, a C−S−C kötésszög 76,8 fok.

## Származékai
A benzotietekben a tietgyűrű benzolhoz anellálódik. Ezeket 2-merkapto-benzil-alkohol flash vákuum pirolízisével állítják elő, és további S-heterociklusok előállításához használják fel őket.
A tiet-1,1-dioxidok szulfonok, alapvegyületük a C3H4SO2. Ezek a megfelelő tietnél stabilabbak. Szubsztituált tiet-1,1-dioxidokat szulfének és inaminok [2+2] cikloaddíciójával is elő lehet állítani.

## Fordítás
Ez a szócikk részben vagy egészben  a   Thiete című angol Wikipédia-szócikk ezen változatának fordításán alapul.  Az eredeti cikk szerkesztőit annak laptörténete sorolja fel. Ez a jelzés csupán a megfogalmazás eredetét és a szerzői jogokat jelzi, nem szolgál a cikkben szereplő információk forrásmegjelöléseként.